# Mmatshumo
Mmatshumo is een dorp in het district Central in Botswana. De plaats telt 1122 inwoners (2011).